# ۱۰۷۷ (قمری)
۱۰۷۷ (قمری)، هزار و هفتاد و هفتمین سال در گاهشماری هجری قمری است. اول محرم این سال برابر با چهارم ژوئیه سال ۱۶۶۶ میلادی است.